# MKC TV
MKC TV je bila tedenska mladinska oddaja na Televiziji Novo mesto med leti 1992 in 1998.

## Zgodovina
Leta 1991 je skupina mladih entuziastov ustanovila novomeško mladinsko društvo MKC (Mladinski kulturni center) in izvolila Primoža Žižka za predsednika. Glavni cilj društva je bil pridobitev prostora za mladinske dejavnosti in širjenje mladinske kulture v Novem mestu. Po dogovoru s Televizijo Novo mesto je 8. februarja 1992 v programu Vaš kanal zaživela tedenska oddaja MKC TV. Skozi TV zaslone so dolenjski javnosti kazali dejavnosti društva in skušali opravičiti pridobitev prostorov, v katerih bi ustvarjali, se družili in krepili mladinske interese. Vodilni začetni ustvarjalci oddaj so bili: Joško Berus, Hermina Golob, Gregor Gregorčiče, Monika Karan, Andrej Čopič in Jurij Moškon. Po enoletnem delovanju društva in polletnem pripravljanju oddaj, ter po vseh obljubah občinskih funkcionarjev, prostorov niso dobili in društvo se je usmerilo v druge načine delovanja, glavni akterji pa so se posvetili svojim študijem. Jurij Moškon je verjel, da je televizija najmočnejši medij za uresničevanje zamisli, in bilo bi škoda obupati že na začetku. Prepričal je zagretega filmarja Saša Đukiča, da mu je pomagal pri oddajah. On je vztrajal vsaj dobro leto. Z Borisom Petkovičem sta našla skupni jezik in naredila okoli petdeset oddaj o slovenski alternativni sceni, kjer sta predstavila slovenske mladinske klube in več kot trideset glasbenih skupin. Izdala sta videokaseto »Le v klub, le v klub uboga gmajna«, posnela nekaj filmov v sklopu oddaj in se po enoletnem delovanju odločila za samoukinitev. Vrsta bolj ali manj uspešnih voditeljev je v tem času skusilo precej zahtevno televizijsko delo. Mala Klinika Cinizma ali MKC TV v preobleki je bila na pobudo Francija Keka od novembra 1995 prva redna oddaja v živo na Vašem kanalu. Glavni voditelj je bil takrat novopečeni Jani Muhič. Sicer uspešno izvedena in gledana oddaja z bogato vsebino v začetku, je po enem letu postajala vse bolj reklama za Rock Otočec. Mala Klinika Cinizma je zaključila kariero spomladi 1998. 
Mlada slovenska politika, še posebno lokalna, najbrž tedaj ni bila dovolj dovzetna za potrebe mladih. Je pa društvu v javnosti in v lokalni politiki uspelo utrditi idejo o mladinskem klubu.V tistem času je postajalo vse močnejše tudi novo mladinsko društvo DNŠ (Društvo novomeških študentov), novo upanje za mladinski klub. Trud in delo več generacij mladih, preko ZSMS, MKC in KNŠ ter kasneje DNŠ, nekaj let kasneje vendarle obrodil sadove. Tako je v Novem mestu leta 1999 zaživel Lokalpatriot. 

## Statistika
- feb 92 - nov 92 *MKCTV; 40 oddaj - 10 mesecev
- nov 92 - jan 94 *MS VIDEO; 63 oddaj - 14 mesecev
- jan 94 - nov 95 *LE V KLUB, LE V KLUB UBOGA GMAJNA; 93 oddaj - 22 mesecev
- nov 95 - jun 97 *MALA KLINIKA CINIZMA; 85 oddaj (jun 97 - nov 97 ni bilo oddaj) 19 mesecev
- nov 97 - maj 98 *ROCK OTOČEC; 30 oddaj - 6 mesecev

Skupaj od 8. februarja 92 do 16. maja 98 se je zvrstilo 310 oddaj v obdobju petih let in desetih mesecev.